# Amadou Sagna
Amadou Sagna (Dakar, 10 giugno 1999) è un calciatore senegalese, attaccante del Guingamp.

## Caratteristiche tecniche
Gioca come ala offensiva.

## Carriera

### Club
Sagna ha iniziato la sua carriera nel Cayor Foot in Senegal. Al termina del campionato mondiale Under-20 dove si è messo in mostra con 4 reti, è stato acquistato a titolo definitivo dal Club Bruges con cui ha sottoscritto un contratto quadriennale. Mai utilizzato in prima squadra, nel gennaio del 2020 è stato ceduto in prestito all'Ostenda per sei mesi.
Rientrato al club nerazzurro è stato assegnato al Club NXT dove ha debuttato il 22 agosto 2020 nell'incontro di Tweede klasse perso 2-0 contro il RWDM47. Al termine della stagione è stato ceduto in prestito allo Stade Briochin in Championnat National.
Il 26 maggio 2022 ha lasciato a titolo definitivo il club belga ed ha firmato un triennale con il Niort. Ha debuttato in Ligue 2 il 6 agosto seguente nell'incontro perso 4-1 contro il Bastia ed il 2 settembre ha segnato il suo primo gol nel pareggio per 3-3 contro il Quevilly-Rouen.
Al termine della stagione ha lasciato il club per unirsi al Guingamp.

### Nazionale
Nel 2019 ha partecipato con il Senegal Under-20 al campionato mondiale Under-20, dove ha contribuito con 4 reti al raggiungimento dei quarti di finale, vincendo il pallone di bronzo. Inoltre nell'incontro inaugurale contro Tahiti ha segnato il gol più veloce nella storia della competizione dopo soli 9"6.

## Statistiche

### Presenze e reti nei club
Statistiche aggiornate al 25 febbraio 2024.
| Stagione        | Squadra          | Campionato      | Campionato | Campionato | Coppe nazionali | Coppe nazionali | Coppe nazionali | Coppe continentali | Coppe continentali | Coppe continentali | Altre coppe | Altre coppe | Altre coppe | Totale | Totale | Totale |
| Stagione        | Squadra          | Comp            | Pres       | Reti       | Comp            | Pres            | Reti            | Comp               | Pres               | Reti               | Comp        | Pres        | Reti        | Pres   | Reti   |        |
| --------------- | ---------------- | --------------- | ---------- | ---------- | --------------- | --------------- | --------------- | ------------------ | ------------------ | ------------------ | ----------- | ----------- | ----------- | ------ | ------ | ------ |
| 2020-2021       | Club NXT         | D2              | 15         | 0          |                 | -               | -               |                    | -                  | -                  |             | -           | -           | 15     | 0      |        |
| 2021-2022       | Stade Briochin 2 | N3              | 2          | 2          |                 | -               | -               |                    | -                  | -                  |             | -           | -           | 2      | 2      |        |
| 2021-2022       | Stade Briochin   | N1              | 23         | 3          | CF              | 1               | 0               |                    | -                  | -                  |             | -           | -           | 24     | 3      |        |
| 2022-2023       | Niort            | L2              | 37         | 4          | CF              | 3               | 0               |                    | -                  | -                  |             | -           | -           | 40     | 4      |        |
| 2023-2024       | Guingamp         | L2              | 38         | 5          | CF              | 3               | 0               |                    | -                  | -                  |             | -           | -           | 41     | 5      |        |
| Totale carriera | Totale carriera  | Totale carriera | 115        | 14         |                 | 7               | 0               |                    | -                  | -                  |             | -           | -           | 122    | 14     |        |